# (33272) 1998 HC102
1998 HC102 (asteroide 33272) é um asteroide da cintura principal. Possui uma excentricidade de 0.07291370 e uma inclinação de 10.87048º.
Este asteroide foi descoberto no dia 25 de abril de 1998 por Eric Walter Elst em La Silla.